# Gustáv Husák
Gustáv Husák (født 10. januar 1913, død 18. november 1991) var en slovakisk politiker, præsident i Tjekkoslovakiet og en mangeårig kommunistisk leder af Tjekkoslovakiet og af Det tjekkoslovakiske kommunistparti i 1970- og 80'erne. Hans styre er kendt som normaliseringsperioden i tjekkoslovakisk historie.